# Ben Nyamabo
Benoît Mutombo Nyamabo, dit Ben Nyamabo, né le 1er mai 1956 à Jadotville au Congo belge (aujourd'hui Likasi en République démocratique du Congo) et décédé le 4 décembre 2019 à Kinshasa, est un chanteur, auteur-compositeur-interprète congolais. Il a formé son groupe Choc Stars en 1983 aux côtés de Bozi Boziana et Roxy Tshimpaka, où il a interprété la plupart de ses tubes, dont Riana qui a valu au groupe de nombreux prix.

## Biographie

### Enfance et débuts musicaux
Nyamabo est né en 1956 à Likasi, au Congo belge (aujourd'hui République démocratique du Congo). Il y effectue ses études primaires et s'installe ensuite à Kinshasa.
Adolescent, alors qu'il étudie, il rejoint de nombreux groupes de rue à Bandalungwa.
Il se déplace en Italie où il décide d'arrêter ses études pour commencer une carrière musicale avec le groupe Bizita De Roma.

### Carrière musicale professionnelle
En 1979, Nyamabo entre en contact avec Teddy Sukami, à l'époque guitariste rythmique de Zaïko Langa Langa, avec qui il enregistre un album de quatre chansons intitulé Wina, qui comprend la première version de sa prochaine chanson à succès Riana. Bien qu'ayant un album à son nom, il ne se considére pas comme un musicien actif. Il gère ses magasins Scarpa Uomo, où il vend des marques de luxe comme J.M. Weston, Versace, JC Castelbajac, Enrico Coveri, M&F Girbaud, Kenzo, Tokyo Kumagai et plus encore.
En 1982, il rejoint Langa Langa Stars. Le son de son microphone était toujours coupé dans les concerts. Evoloko ne l'a pas autorisé à placer des voix sur des chansons. Nyamabo est contraint de quitter le groupe en 1983. Peu de temps après, de nombreux membres de Langa Langa Stars ont également quitté le groupe, entre eux Bozi Boziana et Roxy Tshimpaka. Avec ces deux derniers, Nyamabo forme le groupe Choc Stars en novembre 1983. Il se rend ensuite en Italie pour acheter du matériel pour le groupe.

#### Choc Stars
Ses premières chansons dans le groupe incluent Mbemba, Espoir Kapi, Imemenga, Awa et Ben, Nocha (2ème version de la chanson Wina), Lascar Pa Kapi, Miyo Motema, Ena et bien d'autres. Le groupe interprète souvent sa nouvelle danse, Roboti-Robota. Ils partent ensuite en tournée en Europe, dont Paris.
Nyamabo sort son tube intemporel Riana en 1986. Une reprise de sa chanson Je t'adore Kapia, sortie en 1980 dans l'album Wina. La chanson connaît un énorme succès et élue « Meilleure chanson de 1986 » par la presse zaïroise de l'époque. Le groupe Choc Stars est élu « Meilleur groupe de 1986 ».
Choc Stars perd de nombreux membres importants dans les années 90. Nyamabo renforce le groupe avec de nouvelles recrues jusqu'en 1996. Il recrute pourtant en 2000 une autre équipe qui durera jusqu'en 2004.
Il enregistre son dernier album en 2016, Lisu Likolo Ya Lisu.

### Décès
Ben Nyamabo décéde le 4 décembre 2019 à Kinshasa, des suites d'une maladie. Il est enterré le 30 janvier 2020 au Nécropole de la Nsele.

## Discographie

### Albums studio
Les albums listés ici sont ceux auxquels Ben Nyamabo a participé :
- 1980 : Wina ;
- 1984 : Roboti-Robota (Pas de contact, 1er épisode) ;
- 1984 : "Sisina" ;
- 1985 : Awa et Ben ;
- 1985 : "Ena" ;
- 1986 : Koreine ;
- 1986 : "Riana" ;
- 1986 : Akufa Lobi Akomi Moto ;
- 1987 : Kelemani ;
- 1988 : Carnaval Choc Stars ;
- 1989 : Péché de la Femme ;
- 1989 : Premier Amour ;
- 1989 : Les Choc Stars du Zaïre ;
- 1990 : Oka Polisson Chauffe ;
- 1992 : Bakuke ;
- 1993 : Laissez Passer ;
- 1995 : Action Direct 95 ;
- 1996 : Epaka Masasi / Code 007 ;
- 2001 : Sommation ;
- 2004 : Ratissage ;
- 2016 : Lisu Likolo Ya Lisu.

### Collaborations
- 1997 : Boom Des As (avec Lengi-Lenga, Djo Poster et Likinga Redo).